# Rachelle Boone-Smith
Rachelle Boone-Smith (ur. 30 czerwca 1981) amerykańska sprinterka. W 2005 roku podczas Mistrzostw Świata w Helsinkach zdobyła srebrny medal na dystansie 200 metrów.

## rekordy życiowe
- 100 m 11.17 (2005)
- 200 m : 22.22 (2005)